# Micrastur buckleyi
Il falco di foresta di Buckley (Micrastur buckleyi Swann, 1919) è un uccello rapace della famiglia dei Falconidi.

## Distribuzione e habitat
La specie è diffusa nella parte nord-occidentale dell'Amazzonia (Colombia, Ecuador, Perù e Brasile).